# Minatitlán (Colima)
Minatitlán is een plaats in de Mexicaanse deelstaat Colima. De plaats heeft 3.961 inwoners (census 2005) en is de hoofdplaats van de gemeente Minatitlán.
Bronnen van inkomsten zijn de landbouw en de winning van ijzererts.